# 王昱祥
王昱祥（？—？）山東长山县人，清末立宪派政治人物。

## 生平
王昱祥是清朝副貢。后来他曾任山东谘议局议员、资政院议员。